# 長體獅子魚
長體獅子鱼，为輻鰭魚綱鮋形目杜父魚亞目狮子鱼科的其中一種。目前僅發現於西北太平洋區的日本釧路海域，體長可達7公分，屬底棲性魚類，生活習性不明。